# Condado de Galiana
El condado de Galiana, es un título nobiliario español, creado el 18 de agosto de 1879, por el pretendiente de la rama carlista Carlos VII, a favor de José Joaquín Maldonado y Rosales. Fue reconocido como título del reino el 7 de noviembre de 1952, y expedida carta del mismo el 18 de enero del mismo año, acogiéndose a la Ley que el entonces Jefe del Estado, Francisco Franco Bahamonde, promulgó en 1948 y que permitió el reconocimiento de los títulos otorgados por los «reyes» carlistas.

## Condes de Galiana
|                                                | Titular                                        | Periodo                                        |
| Creación por Carlos VII(pretendiente carlista) | Creación por Carlos VII(pretendiente carlista) | Creación por Carlos VII(pretendiente carlista) |
| ---------------------------------------------- | ---------------------------------------------- | ---------------------------------------------- |
| I                                              | José Joaquín Maldonado y Rosales               | 1879-                                          |
| Reconocido por Francisco Franco                |                                                |                                                |
| II                                             | Álvaro Maldonado y de Liñán                    | 1952-1963                                      |
| III                                            | José Maldonado y Fernández del Torco           | 1964-1991                                      |
| IV                                             | José Maldonado y Ramos de Molins               | 1993-2024                                      |
| V                                              | José Ignacio Maldonado Sánchez de Neyra        | 2025-actual titular                            |

## Historia de los condes de Galiana

Escudo de la familia Maldonado

- José Joaquín Maldonado y Rosales (n. Ciudad Real, 24 de octubre de 1817), I conde de Galiana, alcalde de Ciudad Real (1852-1853).[3] caballero de la Orden de Calatrava (1853) y caballero maestrante de Ronda.[2] Era hijo de Álvaro Pedro Maldonado y Treviño, X señor del mayorazgo de Galiana, maestrante de Ronda, y de su esposa Calixta Ramona Rosales y Ladrón de Guevara con quien asó el 7 de diciembre de 1816.[2]

Casó, el Calzada de Calatrava, el 21 de julio de 1845, con su prima hermana, María Magdalena Maldonado y Maldonado. Sucedió, su nieto:
Reconocido como título del reino en 1952 a favor de:
- Álvaro Maldonado y de Liñán (1890-1963), II conde de Galiana[4] ministro y cónsul español en China (1940-1943).[5] Era hijo de Álvaro Maldonado y Maldonado, y de su esposa María Dolores Liñán y Sostoa.

Casó con María Inga de Muth y Petersen. Le sucedió, en 1964:
- José Maldonado y Fernández del Torco (Madrid, 6 de octubre de 1912-22 de diciembre de 1991),[6] III conde de Galiana[7][8][9] jurista y catedrático.[7] Era hijo de José Maldonado Ayuso y de María de la Estrella Fernández del Torco y Carrillo.

Casó con María Isabel Ramos y de Molins. Le sucedió su hijo:
- José Maldonado y Ramos de Molins (Madrid, 22 de enero de 1952-Madrid, 18 de septiembre de 2024),[10] IV conde de Galiana.[11]

Casó con Teresa Sánchez de Neyra Espuch. Sucedió su hijo:
- José Ignacio Maldonado Sánchez de Neyra, V conde de Galiana.[12]